# Saprosma ternatum
Saprosma ternatum là một loài thực vật có hoa trong họ Thiến thảo. Loài này được (Wall.) Hook.f. miêu tả khoa học đầu tiên năm 1873.